# Envejecimiento en Chile
El Envejecimiento de la población de Chile se refiere al declive de la población infantil y juvenil para el incremento de la población adulta y de tercera edad. Hoy por hoy, la población de Chile es una de las que envejece más rápido en América Latina y el mundo, a nivel latinoamericano solo Cuba es otro país a la par de Chile con una tasa de fecundidad igual o baja de 2,1 hijos por mujer antes del nuevo milenio, con la diferencia que en el primero había ocurrido lo relativo a hace más de dos décadas mientras el segundo (Chile) fue en el propio final del siglo pasado. 
Actualmente la población de Chile aún presenta un panorama joven, con un 36% siendo menor a los 25 años, pero la demografía relativamente joven de Chile está en su mero ocaso acercándose más a la situación de los países desarrollados, el 54% lo componen entre los que tienen 25 y 64 años de edad, y el 10% es mayor a los 65 años de edad. Aunque la población mayor de 65 años sea ligeramente superior al promedio de la región, al tener las esperanzas de vida más altas (84 años) y una edad promedio (36 años) que aumenta con rapidez, se espera un dramático aumento de habitantes que superen los 65 años de edad, que representaran 1 de cada 4 habitantes para 2050 y más de dos quintos para 2100, aunque ya para ese año algunas naciones como Colombia, Brasil y Costa Rica habrán experimentado un veloz envejecimiento a lo largo de la segunda mitad del actual siglo llegando a igualar o incluso superar a Chile.

## Historia
La caída de las tasas de fertilidad en Chile coinciden con el gobierno de Eduardo Frei Montalva (1964-1970) y el acceso generalizado a métodos anticonceptivos iniciado durante este periodo. Este declive no se vio afectado con la crisis económica de principios de la década de 1970 ni el establecimiento de la dictadura de Augusto Pinochet luego del golpe de Estado de 1973. En este período de profundos cambios sociales, muchas personas en edades productivas comienzan a considerar la responsabilidad de mantener una familia, a lo que se suma el aumento en las expectativas educativas y laborales, produciendo la emigración de jóvenes recién graduados a buscar oportunidades en otros países (principalmente en la vecina Argentina); todas ellas causas directas de la caída de la natalidad chilena. A inicios del siglo XX, la economía chilena se hallaba en desarrollo industrial impulsada en mucho por inmigrantes europeos, impulsando a su vez el desarrollo humano de ese país lo que impactó positivamente la mentalidad de procrear hijos sistemáticamente sin alguna planificación, aunque al menos en las áreas alejadas de ciudades o regiones desarrolladas esa mentalidad antiguamente típica de la cultura latina se mantuvo por mucho más tiempo. 
El desarrollo del país en las primeras décadas del siglo pasado también redujo significativamente las muertes y mejoró el sistema sanitario, causando un boom demográfico y Chile superó en población a Perú, Venezuela y Ecuador, aunque hoy día Chile es solo más poblada que Ecuador de los últimos tres ejemplos, hasta la década 1960 la población de Chile fue de las de más rápido crecimiento en el área Sudamericana. A partir de 1990, Chile ya era significativamente menos joven que la mayoría de países latinoamericanos, pero aún lo seguía siendo más que la Argentina, Uruguay y Cuba. La continua baja de natalidad luego de unos años marcados de crisis, esta vez se debía al inicio de un nuevo desarrollo económico a mediados de los 80, que se consolidaría en los 90 y se encaminaría plenamente en los 2000. El éxito del conocido milagro de Chile que impulso al país a entrar al mundo industrial y globalizado antes que muchos otros de la región conduciría a una población con una mentalidad más desarrollada donde se postergarían los matrimonios y la planificación familiar hasta haber culminado la etapa de desarrollo educacional y tener una edad madura, aunque también resultó ser atractiva (como en los países del primer mundo) para que muchos chilenos optaran por disfrutar una soltería alargada o incluso definitiva lo que también propició un consumismo material excesivo, de hecho aunque se relacionen poco con este tema, la importante reducción de la pobreza chilena entre 1990 y 2005 tiene mucho que ver con la caída de natalidad por debajo del necesario para el reemplazo generacional y la idea atractiva de vivir en apartamentos de forma individual en vez de pagar una casa familiar en una residencial o condominio.

## Transición demográfica
Con respecto al país de Chile, su tasa de natalidad por cada 1000 habitantes es perfecta para finalizar una transición demográfica, de hecho en el Siglo Pasado muchos países desarrollados finalizaron sus transiciones demográficas con una tasa de natalidad similar o incluso un poco más alta. Sin embargo, el aumento de las esperanzas de vida también ha reducido significativamente las muertes en todo el mundo, y en Chile la natalidad duplica la mortalidad, por lo que para que Chile complete su transición demográfica, los nacimientos tendrán que seguir bajando hasta casi igualar a las muertes.
| Año  | Tasa de Natalidad (por cada 1,000) | Tasa de Mortalidad (por cada 1,000) | Crecimiento Natural (Tasa Bruta)* | Crecimiento Natural (Tasa Promediada)* |
| ---- | ---------------------------------- | ----------------------------------- | --------------------------------- | -------------------------------------- |
| 2017 | 13.1                               | 6.2                                 | 6.9                               | 0.7                                    |
| 2016 | 13.3                               | 6.1                                 | 7.2                               | 0.7                                    |
| 2015 | 13.4                               | 6.1                                 | 7.3                               | 0.7                                    |
| 2014 | 13.6                               | 6.0                                 | 7.6                               | 0.8                                    |
| 2013 | 13.8                               | 6.0                                 | 7.8                               | 0.8                                    |
| 2012 | 14.0                               | 5.9                                 | 8.1                               | 0.8                                    |
| 2011 | 14.2                               | 5.8                                 | 8.4                               | 0.8                                    |
| 2010 | 14.5                               | 5.8                                 | 8.7                               | 0.9                                    |
| 2009 | 14.7                               | 5.7                                 | 9.0                               | 0.9                                    |
| 2008 | 14.9                               | 5.6                                 | 9.3                               | 0.9                                    |
| 2007 | 15.1                               | 5.6                                 | 9.5                               | 1.0                                    |
| 2006 | 15.3                               | 5.5                                 | 9.8                               | 1.0                                    |
| 2005 | 15.5                               | 5.5                                 | 10.0                              | 1.0                                    |
| 2004 | 15.8                               | 5.4                                 | 10.4                              | 1.0                                    |
| 2003 | 16.0                               | 5.3                                 | 10.7                              | 1.1                                    |
| 2002 | 16.3                               | 5.3                                 | 11.0                              | 1.1                                    |
| 2001 | 16.6                               | 5.3                                 | 11.3                              | 1.1                                    |
| 2000 | 17.0                               | 5.3                                 | 11.7                              | 1.2                                    |
| 1999 | 17.4                               | 5.3                                 | 12.1                              | 1.2                                    |
| 1998 | 17.8                               | 5.3                                 | 12.5                              | 1.3                                    |
| 1997 | 18.3                               | 5.3                                 | 13.0                              | 1.3                                    |
| 1996 | 18.8                               | 5.3                                 | 13.5                              | 1.4                                    |
| 1995 | 19.3                               | 5.4                                 | 13.8                              | 1.4                                    |
| 1994 | 19.9                               | 5.4                                 | 14.5                              | 1.5                                    |
| 1993 | 20.4                               | 5.5                                 | 14.9                              | 1.5                                    |
| 1992 | 20.9                               | 5.5                                 | 15.4                              | 1.5                                    |
| 1991 | 21.5                               | 5.6                                 | 15.9                              | 1.6                                    |
| 1990 | 22.0                               | 5.7                                 | 16.3                              | 1.6                                    |
| 1989 | 22.4                               | 5.7                                 | 16.7                              | 1.7                                    |
| 1988 | 22.7                               | 5.8                                 | 17.1                              | 1.7                                    |
| 1987 | 22.9                               | 5.9                                 | 17.0                              | 1.7                                    |
| 1986 | 23.0                               | 6.0                                 | 17.0                              | 1.7                                    |
| 1985 | 23.1                               | 6.1                                 | 17.0                              | 1.7                                    |
| 1984 | 23.1                               | 6.2                                 | 16.9                              | 1.7                                    |
| 1983 | 23.1                               | 6.3                                 | 16.8                              | 1.7                                    |
| 1982 | 23.1                               | 6.5                                 | 16.6                              | 1.7                                    |
| 1981 | 23.2                               | 6.6                                 | 16.8                              | 1.7                                    |
| 1980 | 23.3                               | 6.8                                 | 16.5                              | 1.7                                    |
| 1979 | 23.6                               | 7.0                                 | 16.6                              | 1.7                                    |
| 1978 | 23.9                               | 7.2                                 | 16.7                              | 1.7                                    |
| 1977 | 24.3                               | 7.5                                 | 17.2                              | 1.7                                    |
| 1976 | 24.8                               | 7.7                                 | 17.1                              | 1.7                                    |
| 1975 | 25.4                               | 8.0                                 | 17.9                              | 1.8                                    |
| 1974 | 26.1                               | 8.3                                 | 17.8                              | 1.8                                    |
| 1973 | 27.0                               | 8.6                                 | 18.4                              | 1.8                                    |
| 1972 | 27.9                               | 8.9                                 | 19.0                              | 1.9                                    |
| 1971 | 28.8                               | 9.2                                 | 19.6                              | 2.0                                    |
| 1970 | 29.8                               | 9.5                                 | 20.3                              | 2.0                                    |
| 1969 | 30.7                               | 9.9                                 | 20.8                              | 2.1                                    |
| 1968 | 31.6                               | 10.2                                | 21.4                              | 2.1                                    |
| 1967 | 32.4                               | 10.5                                | 21.9                              | 2.2                                    |
| 1966 | 33.1                               | 10.8                                | 22.3                              | 2.2                                    |
| 1965 | 33.7                               | 11.1                                | 22.6                              | 2.3                                    |
| 1964 | 34.3                               | 11.4                                | 23.1                              | 2.3                                    |
| 1963 | 34.8                               | 11.6                                | 23.2                              | 2.3                                    |
| 1962 | 35.2                               | 11.9                                | 23.3                              | 2.3                                    |
| 1961 | 35.6                               | 12.1                                | 23.7                              | 2.4                                    |
| 1960 | 36.0                               | 12.4                                | 23.6                              | 2.4                                    |

* La tasa de crecimiento natural ya sea de modo bruto o promediado es el resultado de muertes y nacimientos, no incluye el aporte del saldo neto de la migración del país por lo que no es la tasa de crecimiento real a nivel de país.

## Futuro demográfico de Chile
A menos que suceda alguna índole que impacte la población de este país en un futuro, se proyecta que la población de Chile en estructura de edad vaya avanzado de esta forma sin alterar.
| Estructura de edad en 2020 | 0-9 años | 10-29 años | 30-49 años | 50-64 años | +65 años |
| Porcentaje                 | 12.4     | 28.2       | 28.4       | 17.2       | 13.0     |

- primer grupo, nacidos entre 2011 y 2020
- segundo grupo, nacidos entre 2010 y 1991
- tercer grupo, nacidos entre 1990 y 1971
- cuarto grupo, nacidos entre 1970 y 1956
- quinto grupo, nacidos en 1955 y antes.

| Estructura de edad en 2030 | 0-9 años | 10-29 años | 30-49 años | 50-64 años | +65 años |
| Porcentaje                 | 11.2     | 24.2       | 28.3       | 18.3       | 18.0     |

- primer grupo, nacidos entre 2021 y 2030
- segundo grupo, nacidos entre 2020 y 2001
- tercer grupo, nacidos entre 2000 y 1981
- cuarto grupo, nacidos entre 1980 y 1966
- quinto grupo, nacidos en 1965 y antes.

| Estructura de edad en 2040 | 0-9 años | 10-29 años | 30-49 años | 50-64 años | +65 años |
| Porcentaje                 | 10.0     | 22.3       | 26.8       | 19.0       | 22.5     |

- primer grupo, nacidos entre 2031 y 2040
- segundo grupo, nacidos entre 2030 y 2011
- tercer grupo, nacidos entre 2010 y 1991
- cuarto grupo, nacidos entre 1990 y 1976
- quinto grupo, nacidos en 1975 y antes.

| Estructura de edad en 2050 | 0-9 años | 10-29 años | 30-49 años | 50-64 años | +65 años |
| Porcentaje                 | 9.4      | 20.8       | 23.6       | 20.0       | 26.4     |

- primer grupo, nacidos entre 2041 y 2050
- segundo grupo, nacidos entre 2040 y 2021
- tercer grupo, nacidos entre 2020 y 2001
- cuarto grupo, nacidos entre 2000 y 1986
- quinto grupo, nacidos en 1985 y antes.